# هلمت ماول
هلمت ماول (انگلیسی: Helmut Mauell) شرکت مهندسی برق آلمانی است، که در سال ۲۰۰۳ تأسیس شد.